# Рутилии
Рути́лии (лат. Rutilii) — знатный род в Древнем Риме, состоявший из одной патрицианской и одной плебейской ветвей.

## Представители
- Спурий Рутилий Красс (ум. после 417 до н. э.), военный трибун с консульской властью в 417 году до н. э.;
- Рутилия, дочь Гая (III—II вв.), имя фигурирует в одной надписи, обнаруженной в Пренесте[3];
- Публий Рутилий (II в. до н. э.), народный трибун Римской республики в 169 году до н. э.;
- Публий Рутилий Кальв (II в. до н. э.), претор 166 до н. э. Возможно, идентичен предыдущему;
- Публий Рутилий (II в. до н. э.), плебейский трибун в 136 г. до н. э.;
- Публий Рутилий Руф (ок. 158—78 до н. э.), легат в Югуртинской войне (109 год до н. э.), позже — консул в 105 году[4];
- Гай Рутилий Руф (ум. после 124 до н. э[5].), сенатор и субскриптор Публия Корнелия Лентула на процессе над Манием Аквилием по обвинению последнего в недобросовестном ведении дел в своей провинции[6][7]. Вероятный младший брат предыдущего[8][5];
- Рутилия (II в. до н. э.), сестра предыдущего[9][10] и мать Луция, Марка и Гая Аврелиев Котт[9][11];
- Публий Рутилий (ум. 10 июня 90 до н. э.), претор около 93 и консул в 90 гг. до н. э.;
- Публий Рутилий Нуд (ум. после 74 до н. э[12][13].), легат Котты (префект его флота) на начальном этапе 3-й Митридатовой войны (74—63 годы до н. э[14][15][16][17].), один из виновников разгрома римлян у халкидонской гавани[18];
- Рутилия (ум. после 76 до н. э[19].), дочь предыдущего[20][21][19][22], супруга Луция Кальпурния Пизона[20][21][19][22];
- Луций Рутилий Флакк (ум., возможно[23], после 69 до н. э[24].), монетный триумвир около 77 года до н. э[25]. В 72 году являлся одним из сенаторов, вошедших в состав судебной коллегии по делу Оппианика[26][27];
- Публий Рутилий (I в. до н. э.), один из десяти свидетелей в суде рекуператоров по делу Авла Цецины Севера[28][29] в 69 или 68 году до н. э[30]. Возможно, идентичен Публию Рутилию Нуду;
- Публий Рутилий Луп (ум. после 48 до н. э.), плебейский трибун Республики в 56 до н. э. Позднее — также претор[31];
- Гай Рутилий (ум. между 65 и 46 до н. э.), сын Гая Рутилия Руфа[32]. Современник и приятель Квинта Муция Сцеволы и Марка Юния Брута[33];
- Марк Рутилий (ум. после 45 до н. э[34].), квинквевир по распределению земли между ветеранами Гая Юлия Цезаря осенью 45 года до н. э[35][36][37].;
- Квинт Рутилий (ум. после 44 до н. э.), городской квестор в 44 году до н. э[38][39][40].;
- Публий Рутилий Антиох (ум. после 27 до н. э.), вольноотпущенник некоего Публия Рутилия, чьё имя зафиксировано в одной надписи, найденной в Велитрах[41];
- Публий Рутилий Луп (I в.), известный латинский грамматик и ритор периода ранней Римской империи;
- Марк Рутилий Луп[англ.] (ум. ок. 123), наместник (префект) провинции Египет в 115—117 годах;
- Публий Рутилий Фабиан, один из консулов-суффектов 135 года;
- Гай Рутилий Руф (ум. после 101), имя встречается в одной Байянской надписи[42];
- Клавдий Рутилий Намациан (ум. после 417), высокопоставленный римский служащий, поэт[1].